# Nay-dobrata
Nay-dobrata (bulgarisch Най-добрата, dt. „die Beste“) ist ein Lied der bulgarischen Pop-Folk-Sängerin Andrea, das am 5. Mai 2014 erschien. Es wurde von Nikolai Paschew komponiert und von Marieta Angelova geschrieben.

## Musikvideo
Das Musikvideo wurde von Stanislav Khristov („Stenli“) gedreht. Im ersten Teil des Videos ist Andrea in Handschellen zu sehen, die ausgepeitscht wird und versucht, ihrer Brust ihr Herz zu entnehmen, um es einem Mann zu geben. Im zweiten Teil wird sie aber Herrin der Lage: sie foltert einen Mann in einem Zimmer, das schließlich in Brand gerät. Im Laufe des Clips versucht ein Mann, eine gebrochene Amphora wieder aufzubauen.

## Live-Auftritte
Andrea sang das Lied bei dem Annual Music Award 2015 Show von Planeta TV.